# Megha-Tropiques
Megha-Tropiques ist ein Erdbeobachtungssatellit der indischen ISRO und der französischen CNES.
Er wurde am 12. Oktober 2011 um 05:31 UTC mit einer PSLV-C18-Trägerrakete vom Satish Dhawan Space Centre in eine erdnahe Umlaufbahn gebracht. An Bord waren auch die drei Nanosatelliten VesselSat-1, Jugnu (3 kg, IIT Kanpur) und SRMSat (10,9 kg, SRM University von Chennai). VesselSat-1 28,7 kg schwer, wurde bei Luxspace in Luxemburg gebaut und soll der Identifikation und Verfolgung von Schiffen auf den Weltmeeren mittels des internationalen Automatic Identification System dienen.
Der dreiachsenstabilisierte Satellit ist mit einem abbildenden Neunkanal-Mikrowellenradiometer MADRAS (Microwave Analysis and Detection of Rain and Atmosphere Systems, CNES und ISRO), dem Multispektral-Radiometer ScaRaB (Scanner for Radiation Budget, CNES), dem Radio Occultation Sounder for the Atmosphere (ROSA, Italien) und dem Sechskanal-Mikrowellenmessgerät SAPHIR (Sondeur Atmosphérique du Profil d'Humidité Intertropicale par Radiometrie, CNES) ausgerüstet und soll der Beobachtung des Wetters in den Tropenregionen und dabei insbesondere der Strahlungsbudgets, des Reflexionsverhaltens der Wolkenbedeckung und der Energieverteilung im tropischen Konvektionssystem dienen. Daraus leitet sich auch der Name des Satelliten ab: Megha (Sanskrit) bedeutet Wolken, Tropiques (französisch) steht für Tropen. Er wurde auf Basis des indischen Satellitenbus IRS gebaut.
Der Satellit war für eine Lebensdauer von drei Jahren ausgelegt. Die Mission wurde aber verlängert, und Megha-Tropiques war noch im Jahr 2020 im Einsatz.